# Jan Grajewski (biotechnolog)
Jan Julian Grajewski – polski biotechnolog, dr hab. nauk rolniczych, profesor Katedry Podstaw Produkcji Roślinnej i Doświadczalnictwa Wydziału Rolniczego Akademii Techniczno-Rolniczej im. J. J. Śniadeckich w Bydgoszczy i Katedry Fizjologii i Toksykologii Wydziału Nauk Biologicznych Uniwersytetu Kazimierza Wielkiego.

## Życiorys
W 1976 ukończył studia zootechniczne w Akademii Techniczno-Rolniczej im. J. J. Śniadeckich w Bydgoszczy, 29 kwietnia 1982 obronił pracę doktorską Wpływ przymrozków na jakość i wartość pokarmową kiszonek z kukurydzy, 26 stycznia 2004 habilitował się na podstawie pracy zatytułowanej Możliwość inaktywacji ochratoksyny "A" w badaniach in vitro oraz in vivo u kurcząt. 17 stycznia 2013 uzyskał tytuł profesora nauk rolniczych.
Został zatrudniony na stanowisku profesora w Katedrze Fizjologii i Toksykologii na Wydziale Nauk Biologicznych Uniwersytetu Kazimierza Wielkiego, oraz w Katedrze Podstaw Produkcji Roślinnej i Doświadczalnictwa na Wydziale Rolniczym Akademii Techniczno-Rolniczej im. J. J. Śniadeckich w Bydgoszczy.
Był profesorem zwyczajnym w Instytucie Biologii Eksperymentalnej na Wydziale Nauk Biologicznych Uniwersytetu Kazimierza Wielkiego i prorektorem Uniwersytetu Kazimierza Wielkiego.
Jest kierownikiem Katedry Fizjologii i Toksykologii Wydziału Nauk Biologicznych Uniwersytetu Kazimierza Wielkiego.